# Enoch Powell
Enoch Powell, właśc. John Enoch Powell MBE (ur. 16 czerwca 1912 w Birmingham, zm. 8 lutego 1998 w Londynie) – brytyjski polityk, członek Partii Konserwatywnej i Ulsterskiej Partii Unionistycznej, minister w drugim rządzie Harolda Macmillana.

## Wczesne lata życia
Powell urodził się w Stechford, dzielnicy Birmingham. Był jedynym dzieckiem Alberta Enocha Powella i Ellen Mary Breese, córki Henry’ego Breesa, policjanta z Liverpoolu. W 1918 r. jego rodzina przeprowadziła się do Kings Norton. Powell kształcił się w King Edward’s School w Birmingham. W latach 1930–1933 studiował w Trinity College na Uniwersytecie Cambridge łacinę i grekę. Po studiach pozostał na uczelni. W 1937 r. został wykładowcą greki na Uniwersytecie Sydney. W 1938 r. wydał Lexicon to Herodotus.
Kiedy wybuchła II wojny światowej Powell powrócił do Anglii. W październiku wstąpił do Royal Warwickshire Regiment. w stopniu szeregowego. W 1940 r. przeniesiono go do służby w wywiadzie. W 1941 r. w randze porucznika wysłano go do Kairu i ponownie przydzielono do Royal Warwickshire Regiment. Powell brał następnie udział w I bitwie pod El Alamein. W sierpniu 1942 r. otrzymał awans do stopnia podpułkownika. W 1943 r. odznaczony Kawalerią Orderu Imperium Brytyjskiego (MBE). Wojnę zakończył jako najmłodszy brygadier w armii brytyjskiej. 

## Kariera polityczna
Po zakończeniu wojny Powell wstąpił do Partii Konserwatywnej. W 1947 r. bez powodzenia startował w wyborach uzupełniających w okręgu Normanton. Do Izby Gmin dostał się dopiero po wyborach powszechnych w 1950 r. jako reprezentant okręgu Wolverhampton South West. 2 stycznia 1952 r. poślubił Margaret Pamelę Wilson i miał z nią dwie córki, które urodziły się w styczniu 1954 r. i październiku 1956 r.
W grudniu 1955 r. Powell został młodszym ministrem w departamencie budownictwa i samorządu lokalnego. W 1957 r. został finansowym sekretarzem skarbu, ale zrezygnował w 1958 r. razem ze swoim przełożonym, Kanclerzem Skarbu Peterem Thorneycroftem, w proteście przeciwko polityce finansowej rządu. Do rządu powrócił w 1960 r. jako minister zdrowia. Jego największym sukcesem na tym stanowisku była inicjatywa ściągnięcia do Wielkiej Brytanii wykwalifikowanych lekarzy z Indii, którzy mieli uzupełnić braki kadrowe w państwowych szpitalach. W 1962 r. został członkiem gabinetu. Ze stanowiska zrezygnował w 1963 r., kiedy premierem został Alec Douglas-Home.
Po wyborczej porażce konserwatystów w 1964 r. Powell został mówcą opozycji ds. transportu. W 1965 r. wystartował w wyborach na lidera Partii Konserwatywnej, ale zajął trzecie miejsce. Nowy lider, Edward Heath, powierzył mu stanowisko ministra obrony w swoim gabinecie cieni. Na tym stanowisku pozostał do 1968 r. Przyczyną jego dymisji było przemówienie jakie wygłosił 20 kwietnia w Birmingham, zwane „mową o rzekach krwi” (Rivers of Blood speech). Powell skrytykował w niej przegłosowany przez laburzystowską większość Race Relations Act, który znosił jakąkolwiek dyskryminację rasową w Wielkiej Brytanii.
W 1969 r. Powell odniósł swój największy sukces w polityce, kiedy udało mu się zablokować reformę Izby Lordów poprzez pozbawienie parów dziedzicznych prawa głosu. Powell sprzeciwiał się również członkostwu Wielkiej Brytanii w EWG i na tym tle doszło do jego sporu we władzami partyjnymi. W lutym 1974 r. Powell zrezygnował z członkostwa w Partii Konserwatywnej. Nie wystartował również w lutowych wyborach do Izby Gmin. Do parlamentu powrócił w październiku tego roku jako reprezentant okręgu South Down z ramienia Ulsterskiej Partii Unionistów. W Izbie Gmin zasiadał do 1987 r.

## Ostatnie lata
Jesienią 1992 r. u Powella zdiagnozowano chorobę Parkinsona. Zmarł 8 lutego 1998 r. godzinie 4:30 w King Edward VII Hospital for Officers w City of Westminster w Londynie. Został pochowany na cmentarzu w Warwick 10 dni później.

## Publikacje
- The Rendel Harris Papyri, 1936
- First Poems, 1937
- A Lexicon to Herodotus, 1938
- The History of Herodotus, 1939
- Casting-off, and other poems, 1939
- Herodotus, Book VIII, 1939
- Llyfr Blegywryd, 1942
- Thucydidis Historia, 1942
- Herodotus, 1949 (tłumaczenie)
- One Nation, 1950 (współautor)
- Dancer’s End and The Wedding Gift, 1951
- The Social Services, Needs and Means, 1952
- Change is our Ally, 1954
- Biography of a Nation, Londyn, 1955, ISBN 0-212-98373-3 (razem z Angusem Maude’em)
- Great Parliamentary Occasions, 1960
- Saving in a Free Society, 1960
- A Nation not Afraid, 1965
- Medicine and Politics, 1966
- The House of Lords in the Middle Ages, 1968 (razem z Kennethem Wallisem)
- Freedom and Reality, Kingswood, 1969, ISBN 0-7160-0541-7.
- Common Market: The Case Against, 1971
- Still to Decide, Kingswood, 1972, ISBN 0-7160-0566-2.
- Common Market: Renegotiate or Come Out, 1973
- No Easy Answers, Londyn, 1973, ISBN 0-85969-001-6.
- Wrestling With the Angel, Londyn, 1977, ISBN 0-85969-127-6.
- Joseph Chamberlain, Londyn, 1977, ISBN 0-500-01185-0.
- A Nation or No Nation, Londyn, 1978, ISBN 0-7134-1542-8.
- Enoch Powell on 1992, Londyn, 1989, ISBN 1-85470-008-1.
- Reflections of a Statesman, Londyn, 1991, ISBN 0-947792-88-0.
- Collected Poems, 1990
- The Evolution of the Gospel, 1994